# 도신호
도신호(1995년 ~)는 안산 그리너스에서 뛰었던 대한민국의 전 축구 선수다.

## 학력
- 청주대학교 스포츠의학 학사 졸업

## 방송
- 히딩크의 축구의 신 (2018) - 최종 선발

## 등번호
- 12 (2016)